# 二宮長範
二宮 長範（にのみや ながのり）は安土桃山時代から江戸時代前期にかけての武将。別名に市瀬与右衛門。

## 経歴
はじめ織田信雄に仕える。信雄に仕えていた頃の詳細は不明だが、とある合戦にて敵を討つ功を挙げている。のちに小早川秀秋に使番として仕え、関ヶ原の戦いのときの働きにより秀秋から褒賞された。1602年（慶長7年）に秀秋が亡くなると牢人の身となったが、やがて大坂の陣が起こると大坂に入城し、大野治房の組に所属した。12月17日、本町橋の夜討ちに参加。出撃の際に本来であれば塙直之の配下、大野治房の配下、長岡是季の配下の順で橋を渡るはずだったが、長範は功を焦って抜け駆けをし、最初に橋を渡って長谷川小右衛門なる者と槍を合わせている。夏の陣における天王寺・岡山の戦いにて御宿政友や中瀬定純らと共に岡山方面に布陣（『大坂御陣覚書』）し、同合戦にて討死した。